# British Racing Partnership
British Racing Partnership foi uma equipe de corridas automobilísticas do Reino Unido fundada por Albert Moss (pai de Stirling Moss) e Ken Gregory. Competiu na categoria entre 1963 e 1964.
Além de Stirling Moss, outros pilotos famosos que representaram a equipe foram os belgas Lucien Bianchi e Olivier Gendebien, os americanos Phil Hill e Masten Gregory, o alemão Hans Herrmann e os também britânicos Tony Brooks e Innes Ireland.